# (31886) Verlisak
2000 FN32 (asteroide 31886) é um asteroide da cintura principal. Possui uma excentricidade de 0.14818620 e uma inclinação de 3.60766º.
Este asteroide foi descoberto no dia 29 de março de 2000 por LINEAR em Socorro.